# Cuitegi
Cuitegi é um município brasileiro do estado da Paraíba, localizado na Região Geográfica Imediata de Guarabira e integrante da Região Metropolitana de Guarabira. De acordo com o IBGE (Instituto Brasileiro de Geografia e Estatística), no ano de 2022 sua população era de 6.730 habitantes.
Área territorial de 42,091 km² e o principal curso d'água é o rio Araçagi.

## História
O Arraial de Cuite (1860) da então Vila Independência pertencera ainda como Distrito (1938), da atual Guarabira até o ano de (1961), quando obteve sua Emancipação Política, elevando-se à qualidade de Cidade com a denominação de Cuitegi.
A Povoação fora fundada por Capitão Firmino Alves Pequeno, que construiu a primeira residência e um estabelecimento comercial.
O inicio do povoamento é atribuído à construção dessa casa, em 1860, destinada à hospedagem dos tropeiros que passavam a caminho da feira de Mamanguape. 
O topônimo Cuitegi é derivado dos termos tupis cuité (fruto do cuitezeiro) e ji (rio), o que portanto produz «rio dos cuités», segundo o célebre historiador Horácio de Almeida.
No livro Guarabira através dos Tempos, de Cleodon Coelho, há o seguinte trecho que corrobora tal significado:
«Ainda existem à margem do rio que margeia o distrito frondosas cuitezeiras, cujos frutos quase sempre de forma esferoidal são aproveitados na fabricação de cuias.»
Sua história tem início com a colonização portuguesa que, próximo a Mamanguape, estenderam uma linha de comércio para o interior. Conta-se que os tropeiros que iam para Mamanguape paravam debaixo destas árvores para descanso da tropa e depois seguiam viagem. Cuitegi ficava em seu itinerário. O então povoado apresentava um comércio florescente nos idos de 1870 e 1880.
Tinha o nome de Cuité até 15 de novembro de 1938, data em que o decreto-lei nº 1.164, que alterava o povoado para vila também a renomeou para Cuitegi. Tornou-se município em 26 de dezembro de 1961 ao desmembrar-se de Guarabira.